# Передвиборча агітація
 Передвиборча агіта́ція — діяльність, що здійснюється в період виборчої кампанії і має ціль спонукати виборців до голосування за кандидата (кількох кандидатів чи їх список), проти нього (них) або ж проти всіх кандидатів (їх списків).
Може бути як легальною, так і нелегальною. Час проведення передвиборчої агітації доволі часто позначають терміном "агітаційний період".

## Форми передвиборчої агітації
- Зустрічі з виборцями, мітинги, ходи;
- Агітація в ЗМІ (телебачення, радіо, газети, журнали);
- Агітація в Інтернеті, в тому числі в соціальних мережах (створення груп, контекстна реклама);
- Зовнішня агітація (банери, вуличні щити, вуличні монітори);
- Організація концертів, заходів, благодійних акцій;
- Наочна агітація (листівки, плакати);
- Телефонна агітація: опитування і автодзвінки (масова розсилка записаного голосу кандидата);
- Робота з ініціативними групами трудових колективів (великі підприємства, заводи, військові частини, виші)
- Виступи на зборах великих спільнот (наприклад, перед школярами і друзями).